# Studena (distrikt i Bulgarien, Pernik, Obsjtina Pernik)
Studena (bulgariska: Студена) är ett distrikt i Bulgarien.   Det ligger i kommunen Obsjtina Pernik och regionen Pernik, i den västra delen av landet, 24 km sydväst om huvudstaden Sofia. Studena ligger vid sjön Studena.
Trakten runt Studena består till största delen av jordbruksmark. Runt Studena är det ganska glesbefolkat, med 45 invånare per kvadratkilometer.